# Тогизький сільський округ
Тоги́зький сільський округ (каз. Тоғыз ауылдық округі, рос. Тогызский сельский округ) — адміністративна одиниця у складі Шалкарського району Актюбінської області Казахстану. Адміністративний центр — село Тогиз.
Населення — 935 осіб (2021; 1461 у 2009, 1482 у 1999, 1853 у 1989).
Станом на 1989 рік існувала Тогузька сільська рада (села Жилак, Компула, Мурункум, Опитне, Шилікти, селища Карашокат, Роз'їзд 68, Роз'їзд 69, Роз'їзд 71, Роз'їзд 72, Роз'їзд 74, Роз'їзд 75, Роз'їзд 77, Роз'їзд 79, Роз'їзд 81, Тогуз, Шокису). Пізніше вона була розділена на Кішикумський сільський округ (села Акеспе, Карашокат, Сардулек, Шагир, Шилікти, Шокису) та Тогизький сільський округ (села Жилан, Каратал, Кендала, Копатай, Копмула, Тосбулак, Тогиз, Ушкурай, станційні селища Каратал, Копатай, Ушкурай). Станційні селища Каратал, Копатай та Ушкурай було ліквідовано 2019 року., село Копмула — 2021 року.

## Склад
До складу округу входять такі населені пункти:
| Населений пункт             | Колишні назви         | Населення, осіб (1989) | Населення, осіб (1999) | Населення, осіб (2009) | Населення, осіб (2021) |
| --------------------------- | --------------------- | ---------------------- | ---------------------- | ---------------------- | ---------------------- |
| Жилан, село                 | Жилак                 | 293                    | 248                    | 305                    | 149                    |
| Каратал, станційне селище   | Роз'їзд 72, Кособа    | 40                     | 29                     | 30                     | -                      |
| Кендала, село               | Роз'їзд 71            | 102                    | 89                     | 120                    | 102                    |
| Копмула, село               | Компула               | 228                    | 219                    | 183                    | 189                    |
| Роз'їзд 75, селище          | Шенди                 | 20                     | -                      | -                      | -                      |
| Тогиз, село                 | Тогуз                 | 830                    | 672                    | 609                    | 427                    |
| Тосбулак, село              | Роз'їзд 74, Тосьбулак | 178                    | 125                    | 107                    | 68                     |
| --Копатай, станційне селище | Роз'їзд 69, Копотай   | 89                     | 51                     | 60                     | -                      |
| Ушкурай, станційне селище   | Роз'їзд 68            | 73                     | 49                     | 47                     | -                      |